# Kaminne, Kotelva
Kaminne (în ucraineană Камінне) este un sat în așezarea urbană Kotelva din regiunea Poltava, Ucraina.

## Demografie
Componența lingvistică a localității Kaminne
     Ucraineană (100%)
Conform recensământului din 2001, toată populația localității Kaminne era vorbitoare de ucraineană (100%).